# Dipartimento per lo sviluppo delle economie territoriali e delle aree urbane
Il Dipartimento per lo sviluppo delle economie territoriali e delle aree urbane è stato un dipartimento della Presidenza del Consiglio dei ministri con compiti di promozione e coordinamento delle politiche e delle attività finalizzate allo sviluppo economico dei territori e delle aree urbane.

## Storia
Il Dipartimento per lo sviluppo delle economie territoriali fu istituito nel 1998, durante il governo Prodi I, con tre compiti principali: curare le tematiche dell'occupazione, in riferimento all'attuazione e all'aggiornamento del Protocollo sulle politiche dei redditi e dell'occupazione (Protocollo Ciampi-Giugni) nelle aree depresse; conoscere e coordinare le situazioni economiche e occupazionali a livello locale e gli interventi per le crisi aziendali; attuare gli strumenti di programmazione negoziale (art. 16, DPCM 6 agosto 1998).
Espunto nel 2000 dalle strutture generali della Presidenza del Consiglio dei ministri, fu reintrodotto l'anno successivo, durante il 
governo Berlusconi II, che, tra l'altro, assegnò al dipartimento il compito di provvedere all'organizzazione e alla cura delle attività preparatorie delle riunioni sulla concertazione con le parti sociali e quello di curare le relazioni con le organizzazioni di categoria e le amministrazioni interessate (art. 2, DPCM 9 agosto 2001).
Nel 2005, Gianfranco Micciché fu nominato Ministro per la coesione territoriale, con competenze facenti capo al Dipartimento per le politiche di sviluppo del Ministero dell'economia e delle finanze.
Nel giugno 2010, durante il governo Berlusconi IV, alcune funzioni del dipartimento e, segnatamente, quelle in punto di coesione territoriale, furono affidate al Ministro per i rapporti con le regioni Raffaele Fitto (il cui incarico assunse in tale occasione la denominazione di Ministro per le regioni e la coesione territoriale).
Nel 2011, il governo Monti provvede a rinominare la struttura in Dipartimento per lo sviluppo delle economie territoriali e delle aree urbane, affidandone le competenze a un Ministro per la coesione territoriale.
Il DPCM 21 ottobre 2015 ne dispone l'accorpamento al Dipartimento per la programmazione e il coordinamento della politica economica.

## Competenze
Il Dipartimento studia le situazioni economiche ed occupazionali territoriali e propone, anche in collaborazione con le istituzioni locali, programmi di interventi infrastrutturali e produttivi volti a favorire lo sviluppo dei territori ovvero a superare le crisi d'area ed aziendali. Nell'ambito di tale attività, il Dipartimento provvede all'organizzazione delle informazioni economiche territoriali anche mediante banche dati e siti web. Promuove riunioni con le amministrazioni pubbliche interessate e con le parti sociali e cura i rapporti con le istituzioni e le associazioni datoriali e sindacali che operano nel territorio interessato dal programma o dall'intervento. Valuta l'impatto economico e occupazionale derivante dagli interventi di investimento in infrastrutturale; analizza e monitora l'evoluzione dell'andamento economico, a livello locale, delle piccole e medie imprese; gestisce la segreteria tecnica del Comitato interministeriale per le politiche urbane e ha coordinato dal 2012 al 2014 le amministrazioni centrali dello Stato impegnate nei processi di ricostruzione (in seguito al sisma del 2009) e di sviluppo dell'area del cratere aquilano.

## Struttura
Il Dipartimento è coordinato da un Capo del Dipartimento e si ai articola in tre Uffici e cinque Servizi:
- Ufficio per le politiche e la promozione delle aree urbane, di coordinamento degli interventi nel cratere aquilano e di segreteria tecnica del CIPU
  - Servizio per il supporto alle attività del CIPU e per il coordinamento degli interventi nel cratere aquilano
- Ufficio per le politiche di sviluppo locale
  - Servizio per il coordinamento degli interventi per lo sviluppo locale
  - Servizio per la formazione e gestione delle banche dati riguardanti l'economia del territorio italiano
- Ufficio per le attività economiche territoriali e per le piccole e medie imprese
  - Servizio per l'analisi di impatto delle iniziative e per il monitoraggio degli interventi per le piccole e medie imprese
  - Servizio per la definizione degli accordi e le intese di sviluppo e le materie giuridiche